# On My Mind
|  | Denne artikel er oprettet af botten Steenthbot ud fra en ekstern database. Den kan derfor have sproglige fejl eller mangler. Denne skabelon kan fjernes efter kontrol af indholdet. |

On My Mind er en dansk kortfilm fra 2021 instrueret af Martin Strange-Hansen.

## Handling
Henrik ønsker indtrængende at synge en sang for sin kone. Det skal være i dag. Det skal være nu. Det er et spørgsmål om liv, død og karaoke.

## Medvirkende
- Rasmus Hammerich, Henrik
- Camilla Bendix, Louise
- Ole Boisen, Preben
- Adam Brix, Læge
- Sissel Bergfjord, Trine
- Anne-Marie Bjerre Koch, Sygeplejerske